# 24065 Barbfriedman
24065 Barbfriedman este un asteroid din centura principală de asteroizi.

## Descriere
24065 Barbfriedman este un asteroid din centura principală de asteroizi. A fost descoperit pe 4 octombrie 1999 la Socorro, New Mexico, în cadrul proiectului LINEAR. Asteroidul prezintă o orbită caracterizată de o semiaxă mare de 2,79 ua, o excentricitate de 0,10 și o înclinație de 2,4° în raport cu ecliptica.